# 음력 2월 13일
음력 2월 13일은 음력 2월의 13번째 날이다.

## 사건
- 2017년 - 대한민국 헌법재판소에서 박근혜 대통령 탄핵 소추안을 인용하면서 박근혜는 대통령직에서 공식 파면되었다.

## 탄생
- 1978년 - 대한민국의 배우 백도빈.
- 1980년 - 대한민국의 배우 김태희.
- 1981년 - 대한민국의 가수 장나라.
- 1984년 - 대한민국의 배우 이윤지.
- 1986년
  - 대한민국의 가수 나비.
  - 대한민국의 전 가수, 배우 보람.
- 1991년
  - 대한민국의 배우 류혜영.
  - 대한민국의 배우 이호원.

## 같이 보기
- 음력 360일: 1월 2월 3월 4월 5월 6월 7월 8월 9월 10월 11월 12월
- 전날:2월 12일 다음날:2월 14일 - 전달:1월 13일 다음달:3월 13일
- 양력:2월 13일
- 음력, 윤달